# Karen Schwarz
Karen Susana Schwarz Espinoza (21 de janeiro de 1981, Callao, Peru) é uma modelo e apresentadora de televisão peruana.

## Biografia
Formada em comunicação e jornalismo pela Faculdade de Humanidades da Universidade San Ignacio de Loyola em Lima no Peru.
Em breve passagem pelo jornalismo, atuou como chefe de produção da Ask Soluciones de Imagen S.A.C, uma empresa de assessoria de imagem e imprensa.

## Carreira
Com 25 anos, Schwarz participou de um concurso de modelos o qual a consagrou como Mis Peru Universo 2009 realizado em Lima no Peru. Na ocasião sendo coroada por Karol Castillo.
Participou do Mis Continente Americano 2009 em Guayaquil ficando entre as semifinalistas, recebendo na premiação especial o título de Melhor rosto.
Em 2010 foi vice-campeã para o título de Miss America Intercontinental, levando ao mesmo tempo o pêmio de Melhor traje nacional.
No ano de 2012 representou o Peru no evento Buenos Aires Fashion Week vestindo  trajes da estilista Dolores Barreiro.

### Televisão
Na televisão Karen, elencou o programa de concurso El último pasajero no papel de uma aeromoça.
No período de 2012 à 2013 assumiu o comando do programa musical de televisão Yo soy, junto com o apresentador Adolfo Aguilar pelo canal Frecuencia Latina. No mesmo ano realizou inúmeros comerciais para Movistar.
No ano de 2014 atuou como atriz  no filme Japy Ending
Anunciada como substituta da apresentadora de televisão Laura Huarcayo do reality peruano Bienvenida la Tarde: La Competencia transmitido por Frecuencia Latina em 2015.
Em 2016 integra o time da emissora América Televisión (Perú).
Junto com Sérgio Galliani Schwarz assume o programa ¡Que tal sorpresa! da Frecuencia Latina em 2017.

## Filmografia
| Televisão       | Televisão                           | Televisão       | Televisão                    |
| Ano             | Título                              | Função          | Emissora                     |
| --------------- | ----------------------------------- | --------------- | ---------------------------- |
| 2011            | El último pasajero                  | Modelo          | Aeromoça                     |
| 2011            | Lalola                              | Ivana (Atriz)   | Participação especial        |
| 2012–2015, 2018 | Yo soy                              | Coapresentadora | Latina Televisión            |
| 2012–2015       | Espetáculos (programa de televisão) | Apresentadora   | Latina Televisión            |
| 2015            | Bienvenida la tarde                 | Apresentadora   | Substituto de Laura Huarcayo |
| 2016            | Sueña quinceañera                   | Apresentadora   | América Televisión           |
| 2016            | Amigos e Rivais                     | Apresentadora   | América Televisión           |
| 2017            | ¡Qué tal sorpresa!                  | Apresentadora   | Latina Televisión            |
| 2018            | Super kids                          | Apresentadora   | Latina Televisión            |
| 2018-2019       | Exclusivo                           | Apresentadora   | Panamericana Televisión      |
| 2019            | Meu famoso pode                     | Apresentadora   | Latina Televisión            |
| 2019-2020       | Mulheres no comando                 | Apresentadora   | Latina Televisión            |
| 2020            | Modo espetáculos                    | Apresentadora   | Latina Televisión            |
| Películas       |                                     |                 |                              |
| Ano             | Título                              | Função          | Emissora                     |
| 2014            | Japy Ending                         | Montserrat      |                              |

## Concursos
- Miss Peru Universo 2009 - Ganhadora
- Miss Universo 2009 - Representante do Peru
- Miss Continente Americano 2009 - Finalista
- Miss Intercontinental 2010 - Primeira finalista

## Prêmios e Indicações
| Ano  | Prêmio                      | Categoria            | Trabalho                             | Resultado |
| ---- | --------------------------- | -------------------- | ------------------------------------ | --------- |
| 2012 | Prêmio Luces de El Comércio | Revelação do ano     | Ela Mesma                            | Ganhadora |
| 2013 | Prêmio Luces de El Comércio | Melhor apresentadora | Espetáculos (programa de televisión) | Ganhadora |